# 남서수오미 지역

남서수오미 지역의 문장

남서수오미 지역의 위치

남서수오미 지역(핀란드어: Varsinais-Suomi)은 핀란드를 구성하는 지역 가운데 하나로, 중심 도시는 투르쿠이며 면적은 10,623km2, 인구는 450,968명이다. 역사적인 이유로 인해 협의의 핀란드 지역(스웨덴어: Egentliga Finland, 영어: Finnish Proper)이라고 부르기도 하며 사타쿤타 지역, 칸타헤메 지역, 우시마 지역, 올란드 제도와 접한다. 28개 지방 자치체를 관할한다.

## 같이 보기
- 남서수오미인